# Castelo de Loarre

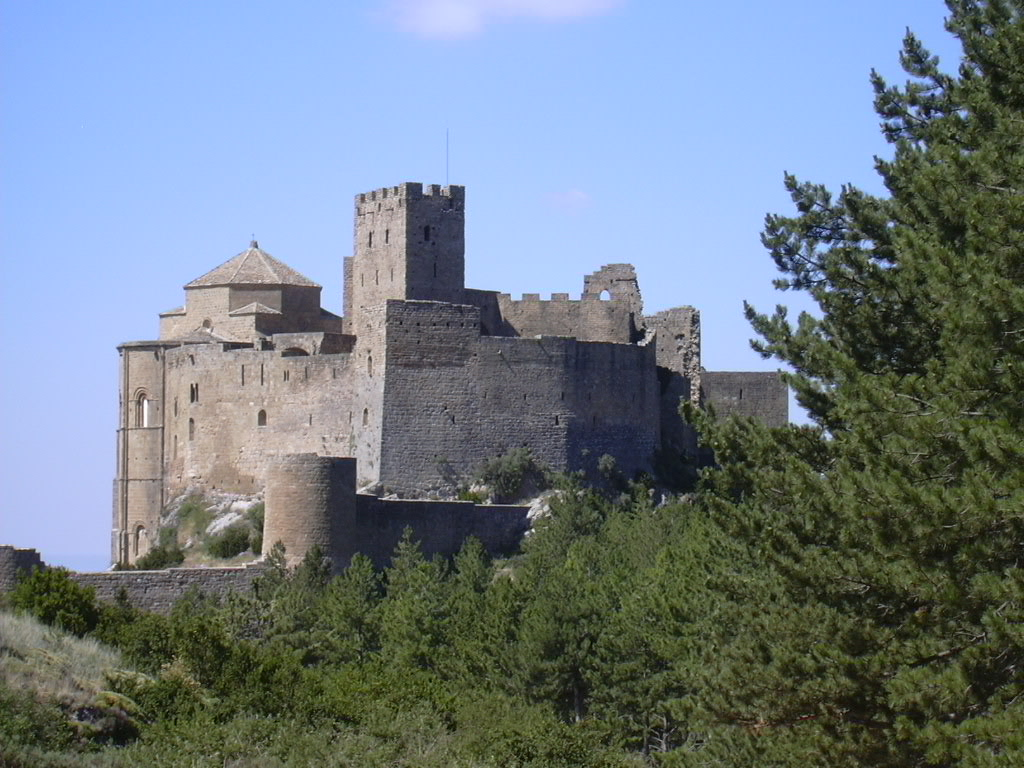
Castelo de Loarre, Espanha

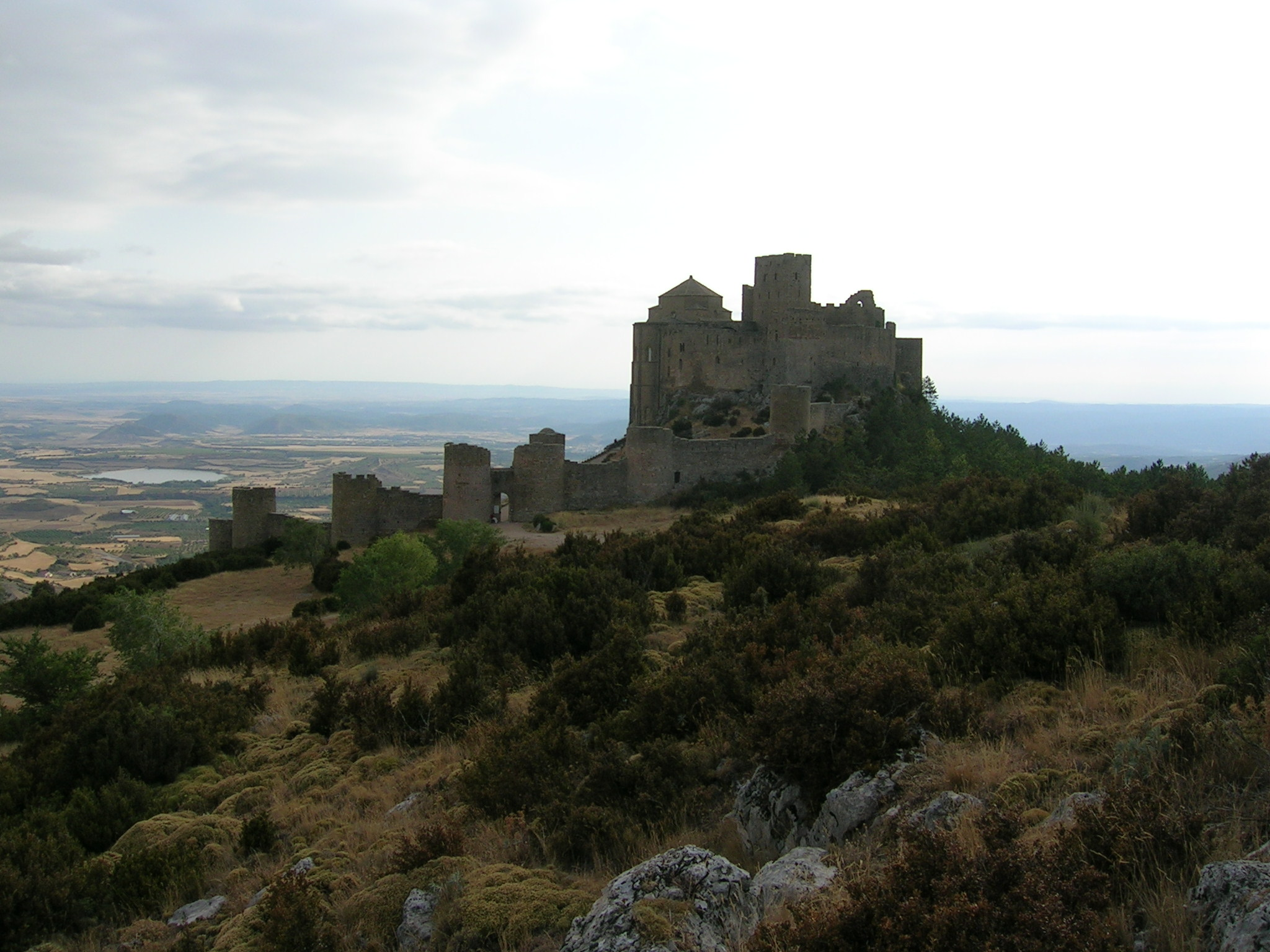
Castelo de Loarre

O Castelo de Loarre localiza-se no município de Loarre, província de Huesca, na comunidade autónoma da Aragão, na Espanha. É um dos castelos mais antigos da Espanha.
Em posição dominante sobre a serra de Loarre, a partir da sua posição tem-se visibilidade sobre toda a planície da Hoya de Huesca e em particular sobre Bolea, principal praça muçulmana da zona e que controlava as ricas terras agrícolas da planície.

## História
O castelo remonta ao século XI, erguido por ordem do rei Sancho III de Navarra, para servir como base a partir de onde poderia organizar os ataques contra Bolea. A primitiva construção foi posteriormente ampliada à que conhecemos hoje, por Sancho Ramirez, sob cujo reinado se procedeu à fundação de um mosteiro no castelo.
Durante o século XII, com o progresso da Reconquista, a zona deixou de ser fronteiriça e o castelo perdeu a sua função estratégica inicial.
No século XV, a população que vivia aos pés do castelo mudou-se para a actual vila de Loarre, reutilizando materiais da antiga fortificação. O castelo entrou em declínio a partir dessa altura.
Foi classificado como Património Cultural e Monumento Nacional em 1906.

## Características
O castelo, em estilo românico, assenta sobre um promontório de rocha calcária, utilizada como alicerce. Isto supunha uma grande vantagem defensiva, uma vez que se tornava mais difívil minar-lhe as muralhas reforçadas por torreões.
Actualmente encontra-se em bom estado de conservação (salvo a parte do antigo castelo de Sancho III de Navarra, mais deteriorada) e é considerada como a fortaleza românica melhor conservada da Europa. Destaca-se a pequena capela à entrada e a majestosa igreja do castelo (da qual, infelizmente, se desconhece o paradeiro das pinturas românicas) onde a cúpula chama a atenção (pelo pouco habitual que é no românico).

## Curiosidades
O castelo foi utilizado na rodagem do filme "Reino dos céus" (Kingdom of Heaven) de Ridley Scott, protagonizado entre outros por Orlando Bloom, Eva Green, Liam Neeson e Jeremy Irons. O povo de Loarre participou na rodagem do filme como figurantes, motivo que os levou a assistir ao filme em Huesca para poder ver se apareciam em alguma cena. O castelo pode ver-se em várias ocasiões durante o filme.